# Campionato mondiale di hockey su ghiaccio maschile 1995
Il Campionato mondiale di hockey su ghiaccio maschile 1995, organizzato sotto il patrocinio dell'International Ice Hockey Federation, si è svolto in Svezia, che lo ha ospitato nelle città di Stoccolma e Gävle dal 23 aprile al 7 maggio.
Il torneo è stato vinto dalla Finlandia, che ha sconfitto in finale la Svezia. Al gradino più basso del podio è giunta invece la squadra del Canada, che si è imposta sulla Repubblica Ceca nella gara valida per la medaglia di bronzo. Miglior giocatore del torneo si è rivelato il canadese Andrew McKim con 14 punti.

## Classifica finale
| Pos. | Squadra     |
| ---- | ----------- |
| 1    | Finlandia   |
| 2    | Svezia      |
| 3    | Canada      |
| 4    | Rep. Ceca   |
| 5    | Russia      |
| 6    | Stati Uniti |
| 7    | Italia      |
| 8    | Francia     |
| 9    | Germania    |
| 10   | Norvegia    |
| 11   | Austria     |
| 12   | Svizzera    |